# Bonacca
Bonacca, manchmal auch The Cay genannt, ist eine künstliche Insel etwa 300 Meter vor der Südostküste der Insel Guanaja, welche zu den Islas de la Bahía von Honduras gehört.
Bonacca ist ein künstlicher Verbund zweier aus Korallenkalk bestehenden Cays mit einer Gesamtlandfläche von kaum sechs Hektar. Die Insel ist flächendeckend mit kleinen Wohngebäuden bebaut, die auf Stelzen stehend mit dem Untergrund verbunden sind.
Auf Bonacca gibt es keine Straßen, sondern nur schmale Stege und Kanäle zwischen den Holzbauten. Der Verkehr findet daher nur mit Booten statt. Dennoch leben hier rund 5.000 Menschen, und damit nahezu die Hälfte der Gesamtbevölkerung von Guanaja.
Am 2. Oktober 2021 brannten etwa 90 Häuser der Insel bei einem Großbrand ab, weitere 120 Häuser wurden beschädigt. Getötet wurde niemand.